# Démographie de l'Indonésie
La démographie de l’Indonésie s'élevait à 270,20 millions d’habitants selon le recensement national de 2020, contre 237,64 millions en 2010,. L’estimation officielle à la fin de 2023 était de 280 millions, augmentant à un taux de 1,17 % par an. L’Indonésie est le quatrième pays le plus peuplé du monde. Environ 55 % de la population indonésienne réside à Java, qui est l’île la plus peuplée du monde.

## Profil démographique
L’Indonésie est le quatrième pays le plus peuplé du monde. Il est majoritairement musulman et a la plus grande population musulmane au monde. La population devrait atteindre 320 millions d’habitants d’ici 2045. L’indice synthétique de fécondité (ISF), c’est-à-dire le nombre moyen de naissances par femme, est passé de 5,6 au milieu des années 1960 à 2,7 au milieu des années 1990. Le succès du programme est également dû à l’acceptation sociale de la planification familiale, qui a reçu le soutien de dirigeants et d’organisations musulmans influents.
Le déclin de la fécondité s’est ralenti à la fin des années 1990, lorsque la responsabilité des programmes de planification familiale a été transférée au niveau des districts, où les programmes n’étaient pas prioritaires. Depuis 2012, le gouvernement national a revitalisé le programme national de planification familiale, et l’ISF de l’Indonésie a lentement diminué pour s’établir à 2,3 en 2020. Il est possible que le gouvernement atteigne son objectif d’atteindre un taux de fécondité de remplacement – 2,1 enfants par femme – mais le grand nombre de femmes en âge de procréer assure une croissance démographique importante pour de nombreuses années à venir. À ce rythme, la population de l’Indonésie devrait dépasser celle des États-Unis si la croissance démographique récente se poursuit.
L’Indonésie a une population relativement jeune par rapport aux pays occidentaux, bien que le taux de natalité du pays a ralenti et son espérance de vie a augmenté. L’âge médian était de 30,2 ans en 2017. L’Indonésie comprend de nombreux groupes ethniques, culturels et linguistiques, dont certains sont apparentés les uns aux autres. Depuis l’indépendance, l’indonésien est la langue de la plupart des communications écrites, de l’éducation, du gouvernement et des affaires. De nombreuses langues ethniques locales sont la langue maternelle de la plupart des Indonésiens et sont toujours importantes.

## Évolution de la population

### Estimation
Thomas Stamford Raffles, qui avant de fonder Singapour avait été lieutenant-gouverneur de Java de 1811 à 1814 pendant les guerres napoléoniennes (Louis Bonaparte était alors roi de Hollande), avait recensé la population de l'île, qui se chiffrait à 4,2 millions d'habitants. Pour le reste de l'archipel indonésien, Anthony Reid a estimé la population à 7,9 millions en 1800. Au début du XIXe siècle, la population de l'actuelle Indonésie était donc de l'ordre de 12 millions d'habitants.
- Année 1850 - 23 millions.
- Année 1870 - 29 millions.
- Année 1900 – 42,8 millions (entre 1600 et 1900, un million de Hollandais sont arrivés sur les îles mais sont revenus peu de temps après).
- Année 1910 - 47,3 millions.
- Année 1920 - 52,8 millions.
- Année 1930 - 60,8 millions.
- Année 1939 - 70 millions.
- Année 1945 - 72 millions (4 millions d’Indonésiens meurent pendant la Seconde Guerre mondiale mais se rétablissent en raison de leur taux de natalité élevé).
- Année 1960 - 93 millions.

### Recensement

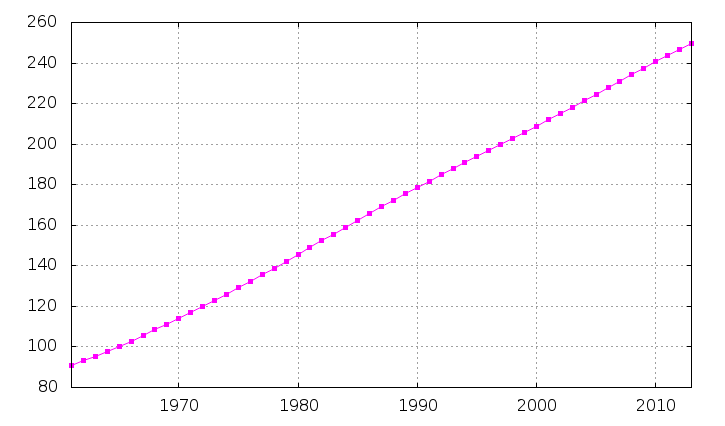
Courbe de l'évolution démographique de l'Indonésie

Les recensements pour la population de l'Indonésie sont les suivants :
- 1971 : 119 208 229
- 1980 : 147 490 298
- 1990 : 179 378 946
- 2000 : 206 264 595
- 2010 : 237 641 326
- 2020 : 270 203 917 [19]

Ces chiffres permettent d'observer une évolution du taux de croissance annuel moyen de la population :
- 2,39 % sur la période 1971-80
- 1,98 % de 1980 à 1990
- 1,41 % de 1990 à 2000
- 1,43 % de 2000 à 2010.

Source : BPS (Badan Pusat Statistik, institut national indonésien de la statistique, site : www.bps.go.id)

## Évolution des principaux indicateurs démographiques
| Période     | Naissances annuelles | Décès annuels | Solde naturel annuel | Taux de natalité (‰) | Taux de mortalité (‰) | Solde naturel (‰) | Indice de fécondité | Taux de mortalité infantile |
| ----------- | -------------------- | ------------- | -------------------- | -------------------- | --------------------- | ----------------- | ------------------- | --------------------------- |
| 1950 – 1955 | 3 347 000            | 1 933 000     | 1 414 000            | 42,7                 | 24,7                  | 18,0              | 5,49                | 191,9                       |
| 1955 – 1960 | 3 897 000            | 1 888 000     | 2 009 000            | 44,8                 | 21,7                  | 23,1              | 5,67                | 163,8                       |
| 1960 – 1965 | 4 280 000            | 1 820 000     | 2 461 000            | 43,7                 | 18,6                  | 25,1              | 5,62                | 139,3                       |
| 1965 – 1970 | 4 628 000            | 1 768 000     | 2 860 000            | 41,6                 | 15,9                  | 25,7              | 5,57                | 117,4                       |
| 1970 – 1975 | 4 842 000            | 1 691 000     | 3 151 000            | 38,4                 | 13,4                  | 25,0              | 5,30                | 98,9                        |
| 1975 – 1980 | 4 985 000            | 1 630 000     | 3 356 000            | 35,0                 | 11,4                  | 23,6              | 4,73                | 83,2                        |
| 1980 – 1985 | 5 065 000            | 1 590 000     | 3 475 000            | 31,8                 | 10,0                  | 21,8              | 4,11                | 69,8                        |
| 1985 – 1990 | 4 853 000            | 1 555 000     | 3 298 000            | 27,5                 | 8,8                   | 18,7              | 3,40                | 58,5                        |
| 1990 – 1995 | 4 702 000            | 1 547 000     | 3 155 000            | 24,5                 | 8,1                   | 16,4              | 2,90                | 49,1                        |
| 1995 – 2000 | 4 518 000            | 1 564 000     | 2 954 000            | 21,9                 | 7,6                   | 14,3              | 2,55                | 41,1                        |
| 2000 – 2005 | 4 638 000            | 1 620 000     | 3 018 000            | 21,0                 | 7,4                   | 13,7              | 2,38                | 34,5                        |
| 2005 – 2010 | 4 464 000            | 1 692 000     | 2 772 000            | 19,1                 | 7,2                   | 11,9              | 2,19                | 28,8                        |

## Fécondité
En 2017, le taux de fécondité en Indonésie s'élève à 2,4 enfants par femme.
|               | 2003 | 2007 | 2012 | 2017 |
| ------------- | ---- | ---- | ---- | ---- |
| Milieu urbain | 2,4  | 2,3  | 2,4  | 2,3  |
| Milieu rural  | 2,7  | 2,8  | 2,8  | 2,6  |
| Total         | 2,6  | 2,6  | 2,6  | 2,4  |

## Sources
1. ↑  Indicateurs du World-Factbook publié par la CIA.
2. ↑  Le taux de variation de la population 2021 correspond à la somme du solde naturel 2021 et du solde migratoire 2021 divisée par la population au 1er janvier 2021.
3. ↑  Indicateurs du World-Factbook publié par la CIA.
4. ↑  L'indicateur conjoncturel de fécondité (ICF) pour 2022 est la somme des taux de fécondité par âge observés en 2022. Cet indicateur peut être interprété comme le nombre moyen d'enfants qu'aurait une génération fictive de femmes qui connaîtrait, tout au long de leur vie féconde, les taux de fécondité par âge observés en 2022. Il est exprimé en nombre d’enfants par femme. C’est un indicateur synthétique des taux de fécondité par âge de 2022.
5. ↑  (en) Lintang Budiyanti Prameswari, Katriana, « Total birth rate reduced to 2.14 : BKKBN », sur antaranews.com, 31 août 2023 (consulté le 1er juin 2024).
6. ↑  [5].
7. ↑   Le taux de natalité 2021 est le rapport du nombre de naissances vivantes en 2021 à la population totale moyenne de 2021.
8. ↑  Indicateurs du World-Factbook publié par la CIA.
9. ↑   Le taux de mortalité 2021 est le rapport du nombre de décès, au cours de 2021, à la population moyenne de 2021.
10. ↑  Indicateurs du World-Factbook publié par la CIA.
11. ↑  Le taux de mortalité infantile est le rapport entre le nombre d'enfants décédés à moins d'un an et l'ensemble des enfants nés vivants.
12. ↑  L'espérance de vie à la naissance en 2021 est égale à la durée de vie moyenne d'une génération fictive qui connaîtrait tout au long de son existence les conditions de mortalité par âge de 2021. C'est un indicateur synthétique des taux de mortalité par âge de 2021.
13. ↑  L'âge médian est l'âge qui divise la population en deux groupes numériquement égaux, la moitié est plus jeune et l'autre moitié est plus âgée.
14. ↑   « Hasil Sensus Penduduk 2020 » (PDF) (en indonésien). Statistiques Indonésie. 21 janvier 2021. p. 9. Archivé (PDF) de l’original le 22 janvier 2021. (consulté le 21 janvier 2021)
15. ↑  « Population de l’Indonésie par province 1971, 1980, 1990, 1995, 2000 et 2010 ». Statistiques Indonésie. Archivé de l’original le 23 novembre 2017. (consulté le 18 mai 2015)
16. ↑  « Indonesia’s full-year population in 2023 », Ministère de l’Intérieur (Indonésie) (en indonésien), archivé de l’original le 23 juin 2024, consulté le 23 juin 2024
17. ↑   Shamim Adam; Berni Moestafa; Novrida Manurung (28 January 2014). "Indonesia Population Approaching U.S. Revives Birth Control". Bloomberg L.P. Archived from the original on 7 April 2022. Retrieved 18 May 2015.
18. ↑  "Indonesia Demographics Profile". Archived from the original on 13 November 2022. Retrieved 14 June 2018.
19. ↑  (id) « Hasil Sensus Penduduk 2020 » [PDF], Statistics Indonesia, 21 janvier 2021 (consulté le 21 janvier 2021), p. 9
20. ↑  World Population Prospects: The 2012 Revision
21. ↑  (en) The DHS Program (Enquêtes démographiques et de santé)